# Nāma-rūpa
Nāma-rūpa è, nella dottrina buddista Theravāda la combinazione degli elementi materiali, rūpa in lingua pāli, con quelli mentali, nāma in lingua pāli, che compongono la persona. L'ascesi buddista mira al conseguimento della liberazione dai vincoli del nāma-rūpa riconoscendoli soggetti all'impermanenza ed intrinsecamente privi di sé, giungendo così alla realizzazione della condizione del «non nato, non composto, non soggetto a invecchiamento e morte», ossia al nibbāna.
Si possono frettolosamente tradurre coi nostri termini di filosofia occidentale, l'Ātman come Sé superiore, lo pneuma o parte divina e sacra dell'anima, nāma come Sé inferiore, la psyche, la mente, la personalità, la definizione, quindi la rūpa come il soma, corpo fisico, la forma.

## Citazioni
(Majjhima-Nikāya 9, Sammaditthi Sutta, Il discorso sulla Retta Visione)
(Majjhima-Nikāya 9, Sammaditthi Sutta, Il discorso sulla Retta Visione)

## Aspetti comuni in altre religioni
I "nomi e le forme" (nāma-rūpa) sovrimposti dall'avijjā o ignoranza, corrispondono anche al concetto islamico di quiddità (māhiyyah) e altro non sono se non le forme esteriori dei "nomi e attributi" divini.